# 中国人民解放军陆军装甲第十五旅
装甲第十五旅（英語：15th Armored Brigade），是中国人民解放军陆军曾经的一个装甲旅，2017年撤编。

## 概述
该旅最早编制为1968年组建的广州军区独立坦克第一团，1976年1月编为陆军第四十一军坦克团。
1979年中越战争中，该团的坦克三营（共装备35辆62式轻型坦克，其中2辆为营长和教导员的指挥坦克）配属至陆军第一二二师作战，经过连续几天的战斗，坦克三营共摧毁敌榴炮九门，八五加农炮门，双管高炮四门，双管高射机枪四挺，无后座力炮三十七门和其它武器装备若干，还摧毁敌炮兵观察所四个，火力点一百一十多个，歼敌三百六十多名，有力地支援了步兵战斗，立下了卓越战功。其中时任营长刘宏生在车身受损严重、自身多处中弹的情况下操炮射击，弹药耗尽后仍与战友一起持枪战斗直至阵亡。后来，该营被中央军委授予“英雄坦克营”荣誉称号，刘宏生被追授“战斗英雄”荣誉称号。
1985年由陆军第四十一军坦克团和陆军第五十五军坦克团合编组建陆军第四十一集团军坦克旅，1998年改为装甲旅，2017年撤编，坦克三营转隶合成第十六旅为合成三营。

## 沿革
参考资料：
| 部隊番號                 | 使用時期             |
| ------------------------ | -------------------- |
| 广州军区独立坦克第一团   | 1968年10月-1976年1月 |
| 陆军第四十一军坦克团     | 1976年1月-1985年10月 |
| 陆军第四十一集团军坦克旅 | 1985年10月-1998年9月 |
| 陆军第四十一集团军装甲旅 | 1998年9月-2011年11月 |
| 装甲第十五旅             | 2011年11月-2017年2月 |

## 荣誉
- 英雄坦克营：前本旅坦克三营，现为合成十六旅合成三营